# Interliga
Interliga – międzynarodowe, europejskie klubowe rozgrywki w hokeju na lodzie mężczyzn, organizowane równolegle do lig krajowych.

## Interliga
Rozgrywki Interligi organizowane były pierwotnie w 2. poł. XX wieku.

## Inteliga (1999–2007)
Międzynarodowe, europejskie klubowe rozgrywki ligowe w hokeju na lodzie mężczyzn, organizowane ośmiokrotnie od sezonu 1999/00 do sezonu 2006/07 równolegle do lig krajowych. Zmagania w jej ramach toczyły się cyklicznie, systemem kołowym z fazą play-off na zakończenie każdego z sezonów i przeznaczone były dla węgierskich, polskich, austriackich, słoweńskich i chorwackich drużyn klubowych. W 2006 r. nastąpiła reorganizacja rozgrywek, polegająca na ich podziale na dwie grupy: Interligę A (z silniejszymi zespołami) i Interligę B (ze słabszymi drużynami).
W sezonie 2003/04 w rozgrywkach brały udział trzy polskie zespoły - Podhale Nowy Targ (późniejszy zwycięzca), Unia Oświęcim (zwycięzca rozgrywek w sezonie regularnym) i GKS Tychy. W tej edycji w ćwierćfinałach GKS Tychy przegrał z Olimpiją Lublana, a Unia uległa  Acroni Jesenice (pierwszy mecz wygrali Słoweńcy, drugi Unia 3:0, decydujący mecz 1:2). Natomiast Podhale pokonało w półfinale Albę Volán Székesfehérvár (decydujący mecz 6:1), po czym w finale zwyciężyło Acroni Jesenice dwa razy w Nowym Targu 6:0 (4:0, 2:0, 0:0) i 4:1 (1:1, 2:0, 1:0).

### Edycje
| Sezon     | Liczba drużyn                 | Państwa uczestniczące                          | Zwycięzca                             |
| --------- | ----------------------------- | ---------------------------------------------- | ------------------------------------- |
| 1999/2000 | 8                             | Austria Słowenia Węgry                         | EC KAC                                |
| 2000/2001 | 9                             | Słowenia Węgry Jugosławia                      | HDD Olimpija Lublana                  |
| 2001/2002 | 8                             | Słowenia Węgry Jugosławia · Słowacja Chorwacja | HDD Olimpija Lublana                  |
| 2002/2003 | 9                             | Słowenia Węgry Jugosławia · Słowacja Chorwacja | Alba Volán Székesfehérvár             |
| 2003/2004 | 9                             | Słowenia Węgry · Polska Chorwacja              | Podhale Nowy Targ                     |
| 2004/2005 | 6                             | Słowenia Węgry Chorwacja                       | HK Jesenice                           |
| 2005/2006 | 7                             | Słowenia Węgry Chorwacja                       | HK Jesenice                           |
| 2006/2007 | Interliga A: 5 Interliga B: 5 | Słowenia Węgry Chorwacja · Słowenia Chorwacja  | Alba Volán Székesfehérvár HK Jesenice |